# Trocca
La trocca, tocca o tòppita è un antico strumento musicale calabrese legato alla tradizione cattolica e usato durante la Pasqua.

## Forma
La trocca, tocca o tòppita è costruita su una tavola dello spessore di circa un centimetro per cm 20 di larghezza e cm 30 di altezza, intagliata in mezzo e nel centro dell‘intaglio è fissato un rocchetto sul quale gira la parte del legno intagliata. Il nome dello strumento sarebbe una voce onomatopeica che si riferisce al suono ("troc troc troc...") che viene riprodotto muovendo la trocca con la mano. 
Più semplicemente può essere costruita montando una maniglia a forma di Ω su una tavola tipo tagliere col manico. Girando velocemente la tavola con la mano, la maniglia ruota e sbattendo su di essa, produce il classico suono.

## Storia e uso
Usata nei piccoli paesi della Calabria ionica e tirrenica nel periodo pasquale. Durante la settimana santa (la Passione di Gesù) a partire dal giovedì santo, giorno in cui il suono delle campane viene proibito, esso veniva sostituito dal suono della trocca, ed i sacrestani giravano per il paese suonando questo strumento per annunciare le funzioni religiose. Si accompagnavano anche le processioni pasquali. Tutto questo durava fino al sabato notte e all'alba della domenica, con la resurrezione di Gesù venivano suonate di nuovo le campane a festa.
È tuttora costruita e usata dai giovani di Simeri Crichi, San Giorgio Morgeto e Sellia, mentre il suo uso è scomparso negli anni cinquanta da Bianco in provincia di Reggio Calabria.

## Influenze
Un antico proverbio calabrese recita: "Trasi ca trocca e n'esci ca campana", cioè "entra al suono della trocca ed esce con il suono delle campane".
Dal modo di suonare lo strumento e dal suo significato di "assenza di campane, mancanza", deriva il gesto di girare la mano con i soli indice e pollice aperti. Tale gesto, in molti dialetti (Simeri Crichi e Sellia), viene accompagnato dall'esclamazione "Tòppiti !" per significare la mancanza di qualcosa. Es. "Domana ni manciamu tòppiti !" col gesto descritto (Domani non abbiamo niente da mangiare !).